# Spoorlijn Limerick - Rosslare
De spoorlijn Limerick - Rosslare is een spoorlijn in Ierland. De lijn loopt van Limerick naar Rosslare. De lijn werd aangelegd in de periode 1848-54 door de Waterford & Limerick Railway. Het tracé tussen Waterford en Rosslare is in 2010 buiten gebruik gesteld. 